# Toshiya Sueyoshi
Toshiya Sueyoshi (末吉 隼也 Sueyoshi Toshiya?, nacido el 18 de noviembre de 1987 en Fukuoka) es un exfutbolista japonés que se desempeñaba como centrocampista.

## Trayectoria

### Clubes
| Club            | País  | Año         |
| --------------- | ----- | ----------- |
| Avispa Fukuoka  | Japón | 2010 - 2012 |
| Sagan Tosu      | Japón | 2013        |
| Oita Trinita    | Japón | 2014        |
| Avispa Fukuoka  | Japón | 2015 - 2017 |
| Fagiano Okayama | Japón | 2018 - 2019 |
| SC Sagamihara   | Japón | 2019        |

## Estadística de carrera

### J. League
| Club           | Año   | J. League | J. League | Copa J. League | Copa J. League | Total | Total |
| Club           | Año   | Part.     | Goles     | Part.          | Goles          | Part. | Goles |
| -------------- | ----- | --------- | --------- | -------------- | -------------- | ----- | ----- |
| Avispa Fukuoka | 2010  | 31        | 1         | -              | -              | 31    | 1     |
| Avispa Fukuoka | 2011  | 29        | 2         | 2              | 0              | 31    | 2     |
| Avispa Fukuoka | 2012  | 32        | 1         | -              | -              | 32    | 1     |
| Sagan Tosu     | 2013  | 7         | 0         | 4              | 0              | 11    | 0     |
| Oita Trinita   | 2014  | 36        | 3         | -              | -              | 36    | 3     |
| Avispa Fukuoka | 2015  | 39        | 4         | -              | -              | 39    | 4     |
| Avispa Fukuoka | 2016  | 24        | 0         | 4              | 0              | 28    | 0     |
| Avispa Fukuoka | 2017  | 4         | 0         | -              | -              | 4     | 0     |
| Total          | Total | 202       | 11        | 10             | 0              | 212   | 11    |